# Unter dem Tannenbaum
Unter dem Tannenbaum ist eine sogenannte „Weihnachtsidylle“ des deutschen Schriftstellers und Juristen Theodor Storm, die er im November 1862 in Heiligenstadt im Auftrag des Verlegers Johann Jacob Weber schrieb.
Storm baute eine gekürzte Version seines bis dahin unveröffentlichten Weihnachtsgedichts Knecht Ruprecht in die Szenerie der Novelle ein, das dadurch so große Beliebtheit erlangte, dass es später vollständig und singulär publiziert wurde, und inzwischen häufig als deutsches Volksgut behandelt wird. Die autobiografische Novelle mit dem Untertitel Eine Dämmerstunde ist ein reines Stimmungsbild, zusammengesetzt aus Erinnerungen und Heimatsehnsucht des Dichters, die gegen die Fremde so ungerecht sein konnte, dass den tannenbesäten Bergen im Thüringischen gar die Fähigkeit abgesprochen wurde, einen ordentlichen Weihnachtsbaum zu liefern.

## Erscheinen
Erstmals veröffentlicht wurde Unter dem Tannenbaum am 20. Dezember 1862 in der von J. J. Weber herausgegebenen Leipziger Illustrirten Zeitung. Wie aus Storms Briefen an Ludwig Pietsch vom 15. November und 11. Dezember 1862 hervorging, musste die Auftragsarbeit für Weber bis Ende des Monats fertig sein, und Pietsch sollte Zeichnungen dazu liefern. Zu Storms Enttäuschung erschien der Zeitungsabdruck aber ohne Pietschs Illustrationen, weil die Holzstiche als Reproduktionsvorlagen nicht rechtzeitig fertig geworden waren.
Im Jahr darauf erschien im selben Blatt am 19. Dezember 1863 Storms weihnachtliche Novelle Abseits. Beide zusammen brachte dann 1865 der Verlag Heinrich Schindler unter dem Titel Zwei Weihnachtsidyllen als Miniaturausgabe heraus, Unter dem Tannenbaum erstmals mit den Illustrationen von Pietsch, Abseits illustriert von Otto Speckter. 1875 erschien beim Verleger Elwin Paetel – ebenfalls im Miniaturformat – die zweite Auflage der Zwei Weihnachtsidyllen.
Unter dem Tannenbaum wurde unter dem leicht abgewandelten Titel Unterm Tannenbaum 1989 von der Deutschen Welle unter der Regie von Tibor von Peterdy als Hörspiel bearbeitet und am ersten Weihnachtstag des gleichen Jahres zum ersten Mal ausgestrahlt.

## Inhalt
Der Amtsrichter einer kleinen Stadt kehrt mit seinem Sohn Harro von einem Spaziergang am Weihnachtsabend heim, denn Frau Ellen hatte sie auf ein Stündchen fortgeschickt. Die beiden sprechen von den Großeltern und den letzten Weihnachten in der alten Heimat. Sie sehen, wie aus allen Schornsteinen Rauch emporsteigt und am Horizont feuerfarben das Abendrot. Der Vater erinnert daran, wie Knecht Ruprecht mit dem großen Bart, einem Quersack und einer Rute in der Hand früher ins Haus kam, und der Sohn weiß noch, dass es Onkel Johannes war. Amtsrichter Paul entsinnt sich, wie erst drei Rutenhiebe von draußen auf die Tür fielen und wie dann die raue borstige Gestalt mit der großen Hakennase in die Stube trat. Dann hebt der Vater langsam und mit tiefer Stimme an, die Verse Von drauß’ vom Walde komm ich her zu rezitieren.
Es beginnt zu schneien, während der Amtsrichter leiser werdend vom letzten Weihnachtsbaum und den „kriegerischen“ Zuckerwerk-Soldaten zwischen seinen Tannenzweigen erzählt, von dem nun nichts mehr übrig sei. Der Knabe bemerkt indes einen großen bärtigen Mann, der aus einem Seitenweg auf die Landstraße herauskommt, auf der Schulter ein langes stangenartiges Gepäck und einen Quersack, während er mit einem Tannenzweig bei jedem Schritt in die Luft peitscht. Wie er so vorübergeht, kann Harro in der Dämmerung noch seine große rote Hakennase erkennen.
Zuhause angekommen treten sie in das Arbeitszimmer des Amtsrichters, wo alles hell und aufgeräumt ist wie einst daheim in der großen Stube des alten Familienhauses. Es duften auch hier in diesem kleinen Stübchen die braunen Weihnachtskuchen nach dem Rezept der Urgroßmutter. Dann zieht Frau Ellen wehmütig lächelnd ihren Mann und ihren Sohn in die helle freundliche Weihnachtsstube mit dem reichen Gabentisch. Sie vermissen Onkel Erich, der früher immer zum Fest kam. Auch der Tannenbaum fehlt.
Da klingelt draußen im Flur die Glocke und sie hören eine raue Stimme fragen: „Bin ich denn hier recht beim Herrn Amtsrichter?“ Es ist der große bärtige Mann, der ihnen vorhin oberhalb der Stadt begegnet ist; seine zwei Gepäckstücke hat er von der Schulter abgeladen. Der Alte will nicht verraten, woher die Bescherung kommt, und geht fort. Frau Ellen löst die Nähte des großen Packens auf, da kommt ein ganzer, mächtiger Tannenbaum zum Vorschein, der nach allen Seiten seine Zweige voller Knittergold, „Blechlampetten“ und goldenen „Tannäpfel“ ausbreitet. Harro findet im Quersack einen flachen, grünlackierten Kasten, darinnen ein Schock weißer Wachskerzchen sind und in einem weiteren Kistchen finden sich noch zierliche goldbestäubte Zuckerzeug-Figuren, an jedem Stück ist ein lichtgrünes Seidenbändchen. Der damit geschmückte Christbaum reicht fast bis zur Decke und ist so voll, dass die Zweige sich biegen.
Die alte Magd, die aus der Heimat mit herübergekommen war, wird zur Bescherung herbeigerufen. Sie lässt ihre Schüssel mit Äpfeln und Pfeffernüssen dann stehen und hilft, die Kerzen auf dem Baum anzünden. Als Duft und Glanz das Zimmer erfüllen, ist für alle Anwesenden wirklich Weihnachten geworden.
Müde sitzt der Amtsrichter auf dem Sofa, nachsinnend in den gegenüberhängenden großen Wandspiegel blickend, der das Bild des brennenden Baums zurückstrahlt.
Gemeinschaftlich lesen er und seine Frau den beschriebenen Zettel, den sie zum Schluss noch in der Kiste finden: „Einen Wald- und Weihnachtsgruß von einer dankbaren Freundin!“ Frau Ellen tadelt die Wehmut ihres Mannes, sie wollen auch nicht undankbar gegen die Fremde sein. Der Knabe befestigt indes eine kleine verblichene Figur an einem Zweig des Tannenbaums, einen Dragoner auf schwarzem Pferde in langem graublauen Mantel. „Seine großen blauen Augen unter der breiten Stirn wurden immer finsterer“ und mit zitternder Stimme sagt er, „Vater, es war doch schade um unser schönes Heer! – Wenn sie es nur nicht aufgelöst hätten – ich glaube, dann wären wir wohl noch zu Hause!“
Der Vater erzählt ihm voller Wehmut von den Vorfahren, „angesehene und wohldenkende Männer“, von deren Tüchtigkeit und Güte, den zurückgelassenen Häusern und Gütern, dem Gesinde, der Familiengruft sowie dem Plattdeutsch der verlassenen Heimat, wo alle sich kannten. Er blickt mit „seinen lichtblauen Augen“ aus dem Fenster, dorthin, wo in unsichtbarer Ferne ihre Heimat lag, und legt fest den Arm um seine Frau. „Dort!“ spricht er leise; „ich will den Namen nicht nennen; er wird nicht gern gehört in deutschen Landen; wir wollen ihn still in unserm Herzen sprechen, wie die Juden das Wort für den Allerheiligsten.“ Und er ergreift die Hand seines Kindes und presst sie so fest, dass der Junge die Zähne zusammenbeißt. Hinter ihnen im Zimmer hütet die alte Magd sorgsam die allmählich niederbrennenden Weihnachtskerzen.

## Analyse
Unter dem Tannenbaum ist keine richtige Novelle, selbst in einem weiteren gattungsgeschichtlichen Sinne nicht, obwohl eine – am bürgerlichen Alltag gemessen – „unerhörte Begebenheit erzählt wird wie es Goethe von der Novelle verlangt hatte“. Dafür verknüpft der Handlungsfaden die verschiedenen Motive nicht dicht genug, einheitsstiftend ist nicht die Erzählung, sondern Storms Erinnerungen an Haus und Heimat als einen Besitz, der auch nach der Vertreibung im Innern „unverlierbar“ bleibt. Da es sich um Gefühle handelte, die der Vorstellungswelt des bürgerlichen Lesepublikums entsprachen, konnten sie in ihrer Zeit durchaus wirksam sein.
Unter dem Tannenbaum spielt an einem einzigen Weihnachtsabend und erzählt die Geschichte eines Ehepaares und ihres kleinen Sohns, die als Exilanten in einem namenlosen deutschen Staat leben. Aus der Perspektive des Familienvaters erzählt, dreht sich die Handlung zuerst um vergangene Weihnachtsfeste, um dann zu Ereignissen der Gegenwart zu kehren. Während einer langen, poetischen Träumerei vermisst der Erzähler das Weihnachten am eigenen Herd. Der Weihnachtsbaum ist ein Symbol für alles, was verloren ist – der Brauch scheint in diesem fremden Land unbekannt, sodass die Familie gezwungen ist, das Fest ohne dieses geschätzte Objekt zu begehen. Die Novelle ist beileibe keine Idylle, da die politischen Verhältnisse – der vergebliche Kampf gegen die Dänen – stets präsent sind. Die Sehnsucht nach der Heimat und die Unzufriedenheit mit dem Exil (ob Berlin oder Heiligenstadt), spricht aus jedem Satz dieser Weihnachtsgeschichte. Der exilierte Amtsrichter mit den lichtblauen Augen und dem schlichten, hellblonden Haar ist natürlich niemand anders als Storm selbst. Harro ist das geistige Abbild seines Sohnes Ernst, und in der Frauengestalt ist Frau Konstanze leicht wiederzuerkennen. Das Weihnachtserlebnis selbst ist nach Storms eigener Angabe frei erfunden, aber die Erinnerungen gehören einer wirklich erlebten Vergangenheit an. So ähnlich wie der Amtsrichter und Ellen sich erzählen, ist die Verlobung Storms mit Konstanze vor sich gegangen, während in der Schilderung des heimatlichen Weihnachten, der Dichter die Eltern, die Großmutter und den 1857 gestorbenen „Weihnachtsonkel“ Ingwer Woldsen verewigt hat, und die plattdeutschen Worte des Totengräbers über Simon Woldsen, Storms Großvater mütterlicherseits, sind in der Tat einmal gefallen. Der Wert in der ersten Hälfte dieses „hübschen Werkes“ liegt im Stimmungszauber, den der Dichter „über die Märchenstille dieses Festes“ zu breiten wusste. Die Schalkhaftigkeit der beiden Eheleute gewinnt sofort, und der alte Volksaberglaube mit dem Knecht-Ruprecht-Vers tut das Übrige. Der zweite Teil, wo der Dichter „am Schlusse der Idylle seinem warmen Gefühl für die Heimat, die er nun schön neun Jahre lang entbehrte, Ausdruck gegeben hat“, wird jedoch von Kritikern streng beurteilt. Die Stimmung der Novelle wird vom Problem der verlorenen Heimat getragen und an einem individuellen, autobiografischen Fall illustriert. Die Motivierung des Gegensatzes von Wunsch und Wirklichkeit – die politische Lage in Schleswig-Holstein im Jahre 1862 – verleiht der Novelle eine zeitkritische Dimension, Pauls persönlicher Konflikt steht stellvertretend für den aller patriotischen Schleswig-Holsteiner, sein Unglück ist auch das ihre, sie müssen die Besetzung der Dänen erdulden.

## Kritik
Storms Unter dem Tannenbaum aus dem Jahr 1862, die an die Weihnachtstraditionen in den verlorenen Gebieten Schleswig-Holsteins erinnert, die 1851 an Dänemark abgetreten wurden, wirkt offen nationalistisch.
Selbst sein Freund Hartmuth Brinkmann entdeckte 1863 in Storms Heimatverständnis ein aristokratisches Element: „Aber es wird da [in Unter dem Tannenbaum ] die Liebe zur Heimat zurückgeführt auf die Achtung, die man in der Heimat in Folge der Verdienste seiner Vorfahren genieße, also auf eine sehr aristokratische Grundlage“ (Brinkmann an Storm, 19. März 1863, Br. , S. 118). Storm ließ die Kritik Brinkmanns am exaltierten Lokalpatriotismus der Novelle nicht gelten: „Das ist eben Heimat, und das ist eben Heimatgefühl; daß es dem größeren Gefühl für das Vaterland wie vielleicht dieses dem Weltbürgergefühl – untergeordnet werden muß, gebe ich zu; aber es hat darum doch seine eigene volle Berechtigung.“
Otokar Fischer schrieb 1911 in seinem Aufsatz Das Problem der Erinnerung, dass Storms Vaterlandsliebe von pietätvoller Erinnerung getragen wird und „wenn er auch die Fanfare gegen den Feind zu blasen weiß, so ist doch sein inniger Patriotismus beschaulicher und rückschauender Art“. Fischer stellte Storm und Heinrich von Kleist einander gegenüber: „… denn auch Storm hat (in der dänenfeindlichen Erzählung Unter dem Tannenbaum) eine Art Katechismus der Deutschen geschrieben.“ Während Kleist für seine Vaterlandsliebe keine andere Begründung gelten ließ als „weil es mein Vaterland ist“, gibt der Patriot Storm eine Reihe von Gefühlsgründen an, die alle in dem Bewusstsein gipfeln, er sei ein Erbe der vorangegangenen Geschlechter.
Der deutlich autobiographisch gezeichnete Amtsrichter sieht sich als ein Angehöriger „jenes nördlichsten deutschen Volksstammes, der vor wenigen Jahren, und diesmal vergeblich, in einem seiner alten Kämpfe mit dem fremden Nachbarvolke geblutet hatte.“ Dieter Lohmeier hat anhand dieser Aussage den mittlerweile abgeschlossenen Wechsel der Diskurse, der Denk- und Redeweisen demonstriert: „Storms Darstellung ruft […] nicht nur die Tatsachen in Erinnerung, sondern deutet sie zugleich parteiisch, der erst damals aufgekommene Name Schleswig-Holsteiner bezeichnete keinen Volksstamm, sondern die Anhänger der liberalen Unabhängigkeitsbewegung […]; die Auseinandersetzung wurde auf beiden Seiten von den nationalliberalen Kräften getragen und war daher durchaus nicht die Fortführung irgendwelcher alten Kämpfe, sondern etwas historisch Neues; alle früheren Kriege auf schleswig-holsteinischem Boden waren nicht Kämpfe zwischen Völkern gewesen, sondern beruhten auf Streitigkeiten zwischen dem dänischen Königshaus und seinen in den Herzogtümern ansässigen Nebenlinien.“
Heute dürfte dieser „Idylle“ kaum Sympathie entgegenkommen angesichts der Flüchtlingsschicksale, die seitdem erlebt und erlitten wurden, somit mutet die Novelle aktuell höchst sentimental und kitschig an. Nicht jeder Leser kann mit dem Herrn Amtsrichter Mitleid empfinden, noch die Schlussszene rührend finden, wenn die Familienmitglieder am offenen Fenster der Heimat gedenken und dabei den Namen Schleswig-Holstein still im Herzen sprechen, wie die Juden das Wort für den Allerheiligsten.